# Wiesiołyj (rejon wiesiołowski)
Wiesiołyj (ros. Весёлый) – osiedle w Rosji, w obwodzie rostowskim, ośrodek administracyjny rejonu wiesiołowskiego. W 2010 liczyło 9175 mieszkańców.